# Giacomo Boncompagni, III duca di Sora
Giacomo Boncompagni, III duca di Sora, detto anche Giacomo II Boncompagni (Isola del Liri, 21 maggio 1613 – Napoli, 18 aprile 1636), è stato un nobile e militare italiano.

## Biografia
Figlio primogenito di Gregorio Boncompagni, II duca di Sora e di sua moglie, Eleonora Zapata, Giacomo nacque a Isola del Liri nel 1613. Destinato dal padre alla carriera militare in attesa di succedergli, intraprese degli studi a Napoli.
Venne sostituito al padre da Filippo IV di Spagna, che lo elesse a capitano generale dell'esercito del ducato di Milano e nel 1631 gli venne affidato il comando di una compagnia di cavalleria nel Regno di Napoli.
Morì di vaiolo nell'aprile 1636 presso il Palazzo arcivescovile di Napoli, dove era ospite presso lo zio, l'arcivescovo e cardinale Francesco Boncompagni, fratello di suo padre. Dopo la sua morte, fu suo zio per primo ad impegnarsi per commemorare la virtù delle sue opere e su suo impulso fra Giuseppe di San Giuseppe e padre Francesco Marchese le trattarono nel loro volume Esemplari di santità alla gioventù secolare.
Non si sposò mai e non ebbe figli e pertanto, alla sua morte, il titolo di duca di Sora e feudi annessi passarono a suo fratello minore, Ugo.

## Ascendenza
|                                          |                                                 |                                                     | Genitori                                 |  |  | Nonni |  |  | Bisnonni           |  |  | Trisnonni              |  |
|                                          |                                                 |                                                     |                                          |  |  |       |  |  | Papa Gregorio XIII |  |  | Cristoforo Boncompagni |  |
|                                          |                                                 |                                                     |                                          |  |  |       |  |  | Papa Gregorio XIII |  |  | Cristoforo Boncompagni |  |
|                                          |                                                 | Angela Marescalchi                                  |                                          |  |  |       |  |  | Papa Gregorio XIII |  |  |                        |  |
| Gregorio Boncompagni, I duca di Sora     |                                                 |                                                     |                                          |  |  |       |  |  | Papa Gregorio XIII |  |  |                        |  |
|                                          |                                                 | Maddalena Fulchini                                  | …                                        |  |  |       |  |  |                    |  |  |                        |  |
|                                          |                                                 | Maddalena Fulchini                                  | …                                        |  |  |       |  |  |                    |  |  |                        |  |
|                                          |                                                 | Maddalena Fulchini                                  | …                                        |  |  |       |  |  |                    |  |  |                        |  |
| Gregorio Boncompagni, II duca di Sora    |                                                 | Maddalena Fulchini                                  |                                          |  |  |       |  |  |                    |  |  |                        |  |
|                                          |                                                 | Sforza Sforza, X conte di Santa Fiora               | Bosio II Sforza, IX conte di Santa Fiora |  |  |       |  |  |                    |  |  |                        |  |
|                                          |                                                 | Sforza Sforza, X conte di Santa Fiora               | Bosio II Sforza, IX conte di Santa Fiora |  |  |       |  |  |                    |  |  |                        |  |
|                                          |                                                 | Sforza Sforza, X conte di Santa Fiora               | Costanza Farnese                         |  |  |       |  |  |                    |  |  |                        |  |
| Costanza Sforza                          |                                                 | Sforza Sforza, X conte di Santa Fiora               |                                          |  |  |       |  |  |                    |  |  |                        |  |
|                                          |                                                 | Luigia Pallavicino                                  | Pallavicino II Pallavicino               |  |  |       |  |  |                    |  |  |                        |  |
|                                          |                                                 | Luigia Pallavicino                                  | Pallavicino II Pallavicino               |  |  |       |  |  |                    |  |  |                        |  |
|                                          |                                                 | Luigia Pallavicino                                  | Elena Salviati                           |  |  |       |  |  |                    |  |  |                        |  |
| Giacomo II Boncompagni, III duca di Sora |                                                 | Luigia Pallavicino                                  |                                          |  |  |       |  |  |                    |  |  |                        |  |
|                                          | Francisco Zapata y Cisneros, I conte di Barajas | Juan Zapata Osorio, V signore di Barajas ed Alameda |                                          |  |  |       |  |  |                    |  |  |                        |  |
|                                          | Francisco Zapata y Cisneros, I conte di Barajas | Juan Zapata Osorio, V signore di Barajas ed Alameda |                                          |  |  |       |  |  |                    |  |  |                        |  |
|                                          | Francisco Zapata y Cisneros, I conte di Barajas | María Jiménez Cisneros                              |                                          |  |  |       |  |  |                    |  |  |                        |  |
| Juan Bautista Zapata y Cisneros          | Francisco Zapata y Cisneros, I conte di Barajas |                                                     |                                          |  |  |       |  |  |                    |  |  |                        |  |
|                                          |                                                 | Maria Clara de Mendoza                              | Juan Suárez de Mendoza                   |  |  |       |  |  |                    |  |  |                        |  |
|                                          |                                                 | Maria Clara de Mendoza                              | Juan Suárez de Mendoza                   |  |  |       |  |  |                    |  |  |                        |  |
|                                          |                                                 | Maria Clara de Mendoza                              | María de Mendoza y Luna                  |  |  |       |  |  |                    |  |  |                        |  |
| Eleonora Zapata                          |                                                 | Maria Clara de Mendoza                              |                                          |  |  |       |  |  |                    |  |  |                        |  |
|                                          |                                                 | Ottavio Brancia, signore di Castelpagano            | Giacomo Brancia                          |  |  |       |  |  |                    |  |  |                        |  |
|                                          |                                                 | Ottavio Brancia, signore di Castelpagano            | Giacomo Brancia                          |  |  |       |  |  |                    |  |  |                        |  |
|                                          |                                                 | Ottavio Brancia, signore di Castelpagano            | Caterna Brancia                          |  |  |       |  |  |                    |  |  |                        |  |
| Caterina Brancia                         |                                                 | Ottavio Brancia, signore di Castelpagano            |                                          |  |  |       |  |  |                    |  |  |                        |  |
|                                          |                                                 | Giulia Carafa                                       | …                                        |  |  |       |  |  |                    |  |  |                        |  |
|                                          |                                                 | Giulia Carafa                                       | …                                        |  |  |       |  |  |                    |  |  |                        |  |
|                                          |                                                 | Giulia Carafa                                       | …                                        |  |  |       |  |  |                    |  |  |                        |  |
|                                          |                                                 | Giulia Carafa                                       |                                          |  |  |       |  |  |                    |  |  |                        |  |